# SF9
SF9 (hangul: 에스에프나인, akronim od Sensational Feeling 9) – południowokoreański boysband założony przez FNC Entertainment w 2016 roku. SF9 to pierwszy męski zespół taneczny spod tej wytwórni. W skład zespołu wchodzą: Youngbin, Inseong, Jaeyoon, Dawon, Zuho, Rowoon, Taeyang, Hwiyoung i Chani. Zadebiutowali 5 października 2016 roku z wydaniem pierwszego singla Feeling Sensation.

## Historia

### Przed debiutem i NEOZ School
Grupa pierwszy raz wystąpiła w Japonii 11 grudnia 2015 roku, w jej skład wchodziło wtedy jedenastu członków. W maju 2016 roku uczestniczyli w programie d.o.b (Dance or Band) jako NEOZ Dance, podczas którego walczyli z zespołem NEOZ Band (później znanym jako Honeyst); program miał zadecydować, która grupa zadebiutuje jako pierwsza. Grupa wygrała program z piosenką „K.O.”, która ukazała się na singlu Feeling Sensation. W sierpniu nazwa grupy została zmieniona na SF9.

### 2016: Debiut zFeeling Sensation
Debiutancki singel Feeling Sensation z głównym utworem „Fanfare” został wydany 5 października 2016 roku. Płyta uplasowała się na szóstym miejscu listy Gaon Album Chart. 6 października zespół wystąpił po raz pierwszy w programie muzycznym M Countdown, prezentując utwór „Fanfare”. Grupa rozpoczęła promocję drugiego utworu z singla, „K.O.” 15 października.
20 listopada odbył się pierwszy oficjalny fanmeeting, SF9 Surprise Festival 9 Part. 4. Wszystkie bilety sprzedały się 11 listopada w ciągu 30 sekund po ich udostępnieniu. 24 grudnia o 12:00 KST ukazał się teledysk "So Beautiful" jako prezent dla fanów zespołu; piosenka pierwotnie pojawiła się w serialu internetowym Click Your Heart.

### 2017:Burning Sensation, debiut w Japonii,Breaking SensationiKnights of the Sun
12 stycznia 2017 roku, podczas świętowania 100 dni od debiutu, ogłosili przez aplikację V-live nazwę fandomu – „Fantasy”. Nazwa ich fandomu oznacza, że fantazje to spełnienie czyichś nadziei w wyobraźni, więc fani SF9 są właśnie spełnieniem ich nadziei. Z kolei zespół jest częścią pięknej fantazji dla fanów.
Ich pierwszy minialbum Burning Sensation został wydany 6 stycznia, wraz z głównym singlem „ROAR” (kor. 부르릉). Minialbum uplasował się na 6 pozycji listy Billboard World Albums, a singel zajął 1 pozycję listy Yin Yue Tai MV Chart. 25 marca 2017 roku odbył się fanmeeting "Burning Fantasy", podczas którego spotkali się z 600 fanami; spotkanie zakończyło promocję z piosenką „ROAR”.
4 kwietnia poinformowano, że SF9 powrócą z nowym wydawnictwem zaledwie dwa miesiące po zakończeniu promocji z „ROAR”. 5 kwietnia FNC Entertainment opublikowała teaserowe zdjęcie zawierające kod binarny z logo SF9. 18 kwietnia ukazał się drugi minialbum zespołu pt. Breaking Sensation, wraz z głównym singlem „Easy Love” (kor. 쉽다 (Easy Love)). Tego samego dnia piosenka zdobyła 1. miejsce na liście U.S iTunes K-pop Singles Chart i 2. miejsce w rankingu U.S K-pop Album Chart. Znalazła się również w pierwszej piątce list iTunes K-pop Charts w Wielkiej Brytanii, Niemczech, Australii, Kanadzie, Holandii, Rosji, Hiszpanii, Irlandii, Rumunii, Turcji, Szwecji, Indonezji i Norwegii oraz zajęła trzecie miejsce w Chińskim Kogou Chart. 6 maja minialbum Breaking Sensation uplasował się na 5 miejscu listy Billboard World Albums.
7 czerwca SF9 zadebiutowali w Japonii wydając pierwszy singel – japońską wersję utworu „Fanfare”. Singel uplasował się na 6. miejscu listy Oricon Singles Chart. Drugi japoński singel pt. „Easy Love”, uplasował się na 5. miejscu listy Oricon Singles Chart
27 września ukazała się zapowiedź trzeciego minialbumu Knights of the Sun, który ukazał się 12 października. Pierwszy japoński album studyjny Sensational Feeling Nine ukazał się 13 grudnia.

### 2018–2019:Mamma Mia!,Sensuous,NarcissusiRPM
Czwarty minialbum SF9, zatytułowany Mamma Mia!, ukazał się 26 lutego 2018 roku. Tego samego dnia miał swoją premierę teledysk do głównego singla „Mamma Mia”. Japońska trasa promująca płytę, zatytułowana „SF9 Zepp Tour 2018 MAMMA MIA!”, odbyła się 29 maja, 30 maja i 1 czerwca, w Osace, Aichi i Tokio odpowiednio. W sierpniu odbyli trasę fanmeetingów po Ameryce Południowej.
31 lipca wrócili z piątym minialbumem Sensuous. Tego samego dnia ukazał się też teledysk do głównego singla „Now or Never”. 23 sierpnia odbyło się spotkanie z fanami zespołu (w Auditorio Blackberry, w Meksyku), kolejne spotkania odbyły się 25 i 26 sierpnia w Tropical Butantã, w São Paulo. 22 września odbył się fanmeeting w Tajpej. 27 października SF9 zorganizowali swój pierwszy krajowy koncert „Dreamer” w Yes24 Live Concert Hall.
20 lutego 2019 roku grupa wydała szósty minialbum Narcissus wraz z singlem „Enough”.
Po ich japońskim tournée SF9 wyruszyli w trasę 2019 SF9 USA – Europe Live Tour "UNLIMITED" po Stanach Zjednoczonych (Chicago, Nowy Jork, Atlanta, Los Angeles) i Europie (Berlin, Amsterdam, Paryż, Londyn). 15 maja wystąpili podczas „KCON 2019 JAPAN”.
17 czerwca ukazał się kolejny krajowy minialbum – RPM, z głównym singlem o tym samym tytule.

### 2020–2021:First Collection,9loryUS,Turn OveriRumination
7 stycznia 2020 roku ukazał się pierwszy koreański album studyjny, zatytułowany First Collection, z głównym singlem „Good Guy”. Był to ich przerwszy album, który sprzedał się w liczbie ponad 100 tys. egzemplarzy. 16 stycznia utwór przyniósł grupie pierwsze zwycięstwo w programie muzycznym – M Countdown. Następnego dnia grupa otrzymała kolejną nagrodę, w programie muzycznym Music Bank. 30 stycznia ponownie zwyciężyli w programie M Countdown.
6 lipca ukazał się ich ósmy minialbum 9loryUS z promującym go singlem „Summer Breeze” (kor. 여름 향기가 날 춤추게 해 (Summer Breeze)). Piosenka zwyciężyła w programie muzycznym The Show stacji SBS MTV.
Aby uczcić czwartą rocznicę powstania zespół wydał 5 października specjalny album pt. Special History Book zawierający trzy utwory, w tym główny singel „Shine Together” (kor. 손잡아 줄게 (Shine Together)).
2 marca 2021 roku wszystkich dziewięciu członków SF9 przedłużyło swoje umowy z FNC Entertainment.
Grupa od kwietnia do czerwca 2021 roku uczestniczyła w programie Kingdom: Legendary War.
5 lipca 2021 roku SF9 wydali dziewiąty minialbum, zatytułowany Turn Over, z promującym go utworem „Tear Drop”. 22 listopada ukazał się dziesiąty minialbum zespołu, Rumination, z promującym go utworem „Trauma” (kor. 트라우마).

## Członkowie
| Pseudonim   | Pseudonim | Prawdziwe imię | Prawdziwe imię | Data urodzenia         | Pozycja                                  |
| Latynizacja | Hangul    | Latynizacja    | Hangul         | Data urodzenia         | Pozycja                                  |
| ----------- | --------- | -------------- | -------------- | ---------------------- | ---------------------------------------- |
| Youngbin    | 영빈      | Kim Young-bin  | 김영빈         | 23 listopada 1993(dts) | lider, prowadzący raper, tancerz         |
| Inseong     | 인성      | Kim In-seong   | 김인성         | 12 lipca 1993(dts)     | główny wokalista, tancerz                |
| Jaeyoon     | 재윤      | Lee Jae-yoon   | 이재윤         | 9 sierpnia 1994(dts)   | prowadzący wokalista, tancerz            |
| Dawon       | 다원      | Lee Sanghyuk   | 이상혁         | 24 lipca 1995(dts)     | prowadzący wokalista, tancerz            |
| Zuho        | 주호      | Baek Ju-ho     | 백주호         | 4 lipca 1996(dts)      | główny raper, tancerz                    |
| Rowoon      | 로운      | Kim Seok-woo   | 김석우         | 7 sierpnia 1996(dts)   | prowadzący wokalista, tancerz            |
| Taeyang     | 태양      | Yoo Tae-yang   | 유태양         | 28 lutego 1997(dts)    | główny wokalista, główny tancerz         |
| Hwiyoung    | 휘영      | Kim Young-kyun | 김영균         | 11 maja 1999(dts)      | raper, wokalista wspomagający, tancerz   |
| Chani       | 찬희      | Kang Chan-hee  | 강찬희         | 17 stycznia 2000(dts)  | wokalista, główny tancerz, raper, maknae |

## Dyskografia

### Albumy studyjne
| Rok                                            | Dane dot. albumu                                                                                                  | Najwyższa pozycja | Najwyższa pozycja | Sprzedaż        |           |           |           |           |           |           |           |           |
| Rok                                            | Dane dot. albumu                                                                                                  | KOR               | JPN               | Sprzedaż        |           |           |           |           |           |           |           |           |
| Japońskie                                      | Japońskie | Japońskie         | Japońskie         | Japońskie       | Japońskie | Japońskie | Japońskie | Japońskie | Japońskie | Japońskie | Japońskie | Japońskie |
| ---------------------------------------------- | --- | ----------------- | ----------------- | --------------- | --------- | --------- | --------- | --------- | --------- | --------- | --------- | --------- |
| 2017                                           | Sensational Feeling Nine - Wydany: 13 grudnia 2017 - Wytwórnia: Warner Music Japan - Format: CD, digital download | –                 | 7                 | - JPN: 22 914+  |           |           |           |           |           |           |           |           |
| 2019                                           | ILLUMINATE - Wydany: 20 marca 2019 - Wytwórnia: Warner Music Japan - Format: CD, digital download                 | –                 | 3                 | - JPN: 26 243+  |           |           |           |           |           |           |           |           |
| 2020                                           | GOLDEN ECHO - Wydany: 9 grudnia 2020 - Wytwórnia: Warner Music Japan - Format: CD, digital download               | –                 | 11                | - JPN: 10 495+  |           |           |           |           |           |           |           |           |
| Koreańskie                                     | |                   |                   |                 |           |           |           |           |           |           |           |           |
| 2020                                           | First Collection - Wydany: 7 stycznia 2020 - Wytwórnia: FNC Entertainment - Format: CD, digital download          | 2                 | 30                | - KOR: 115 159+ |           |           |           |           |           |           |           |           |
| "–" oznacza, że wydawnictwo nie było notowane. | |                   |                   |                 |           |           |           |           |           |           |           |           |

### Minialbumy
- Burning Sensation (2016)
- Breaking Sensation (2017)
- Knights of the Sun (2017)
- Mamma Mia! (2018)
- Sensuous (2018)
- Narcissus (2019)
- RPM (2019)
- 9loryUS (2020)
- Turn Over (2021)
- Rumination (2021)
- The Wave OF9 (2022)
- The Piece OF9 (2023)
- Sequence (2024)
- Fantasy (2024)

#### Single CD
Koreańskie
- Feeling Sensation (2016)
- Special History Book (2020)

Japońskie
- Fanfare (2017)
- Easy Love (2017)
- Mamma Mia (2018)
- Now or Never (2018)
- RPM (2019)
- Good Guy (2019)